# Aegle
Aegle é um género botânico pertencente à família Rutaceae.

## Espécies
- Aegle decandra Fern.-Vill.
- Aegle marmelos (L.) Corrêa